# 让·埃舍诺
让·埃舍诺（Jean Echenoz，1947年12月26日—），生于法国奥朗日，法国新小说派作家。他最著名的作品包括《切罗基》（1983年获梅迪西斯奖）、《我走了》（1999年获龚古尔奖）。《我走了》以人物失踪为故事结局，而没有使用过去小说中流浪汉小说、侦探小说和间谍小说相结合的模式，探讨了探险、女人、逃亡、命运等主题。他的创作注重故事性，既得到评论界好评，也得到大众欢迎。2016年，获得法国国家图书馆大奖。